# سرگذشت بلوچستان و مرزهای آن
سرگذشت بلوچستان کتابی از امان‌الله جهانبانی است که در سال ۱۳۳۸ منتشر و برندهٔ جایزه کتاب سال سلطنتی شد.